# Mercury World Tour
«The Mercury World Tour» fue la cuarta gira mundial de conciertos de la banda estadounidense de pop rock Imagine Dragons, en apoyo de su quinto álbum de estudio «Mercury – Acts 1 & 2», cuyo lanzamiento fue precedido por el estreno de «Mercury – Act 1» (2021) y «Mercury – Act 2» (2022). La banda se presentó en varios espectáculos y festivales previo al inicio de la gira, que comenzó oficialmente en Miami, Florida el 7 de febrero de 2022; continuó por Europa, Norteamérica, África, Asia y Latinoamérica, hasta culminar el 10 de septiembre de 2023 en Berlín, Alemania.

## Antecedentes

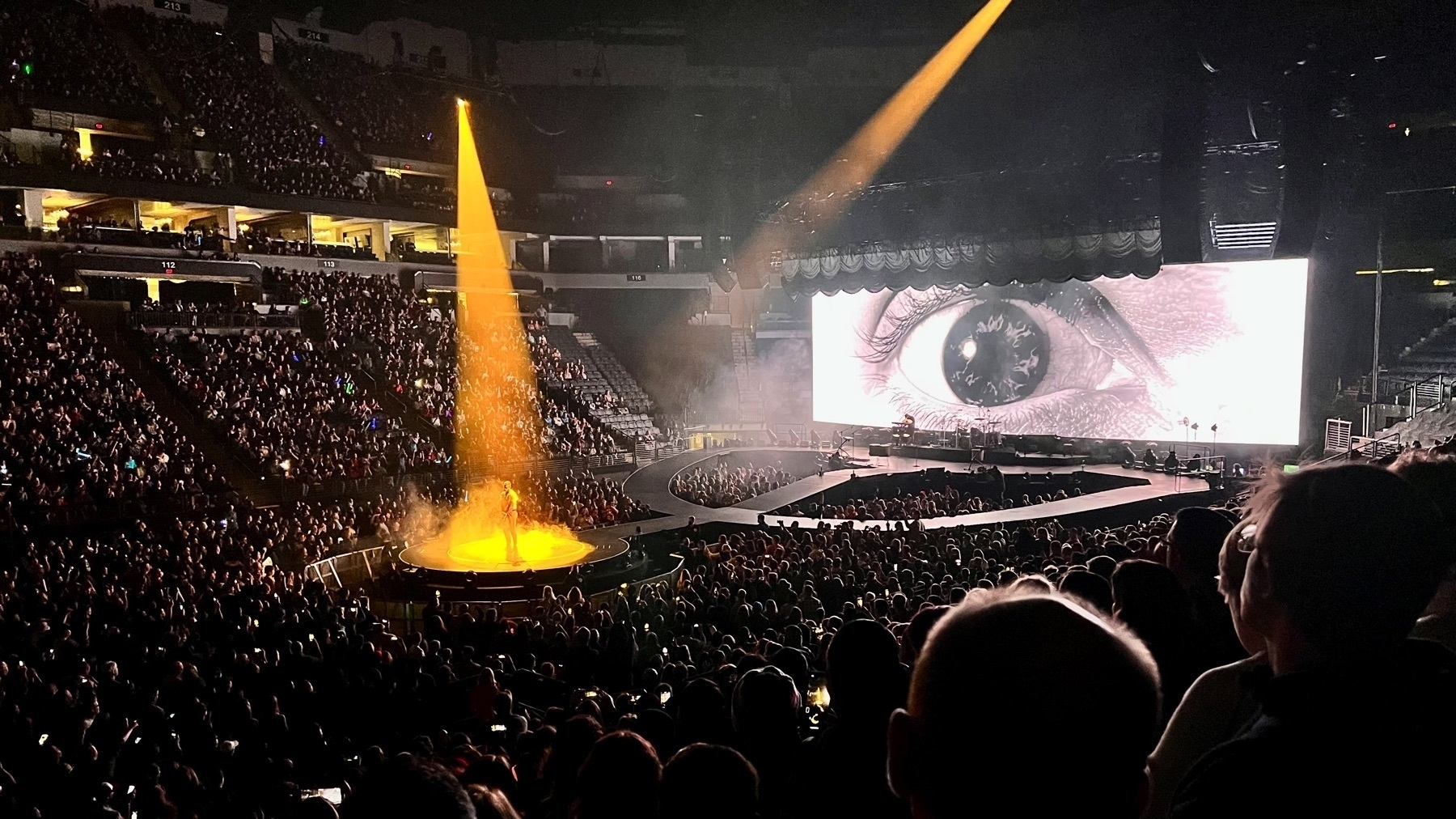
La banda interpretando «My Life» en Estados Unidos.

En junio y julio de 2021 se confirmó la presencia de Imagine Dragons en los festivales Open'er de Polonia, Mad Cool de Madrid, NOS Alive en Lisboa y Lollapalooza en París, programados a realizarse los días 29 de junio, 7, 9 y 16 de julio, respectivamente. La gira propiamente tal fue anunciada pocos días después del lanzamiento del álbum homónimo, con las entradas correspondiente a Norteamérica estando disponibles para comprarse el 10 de septiembre de 2021, además de una preventa exclusiva para miembros de la tarjeta American Express desde el 7 de septiembre a las 12 horas local hasta el 9 de septiembre hasta las 10 horas local.
El 31 de octubre de 2021 la banda anunció a través de sus redes sociales la etapa europea de la gira con 18 fechas (incluyendo festivales), comenzando el 30 de mayo de 2022 en Praga, República Checa. El 2 de noviembre la banda realizó una corrección de las fechas europeas, agregando una fecha en Viena, Austria para el 23 de junio de 2022. El 15 de noviembre la banda anunció a través de sus redes sociales una fecha para el Reino Unido y una segunda fecha para Praga. Ese mismo día, el festival Tinderbox de Dinamarca reveló a sus primeros catorce artistas confirmados, estando Imagine Dragons entre estos.
El 14 de diciembre de 2021 la banda agregó nueve nuevos conciertos en Canadá para abril de 2022.
El 25 de febrero de 2022, la banda anunció la cancelación de los conciertos en Ucrania y Rusia, debido a la invasión rusa en Ucrania.
El 25 de marzo de 2022, la banda anunció una segunda etapa norteamericana para el verano del hemisferio norte, agregando 19 nuevas fechas para Estados Unidos y otra para Canadá, teniendo a Macklemore y Kings Elliot como actos de apertura. El 6 de abril la banda anunció que Mother Mother actuaría como telonera en la etapa europea de la gira.
El 29 de junio de 2022 la banda anunció a través de sus redes sociales dos fechas en Sudáfrica para febrero de 2023 en estadios, siendo esta la primera vez que la banda se presentará en el continente africano. La preventa de entradas comenzará el 6 de julio y la venta general el 9 de ese mismo mes. El 4 de agosto la banda anunció cinco fechas para Sudamérica para el mes de octubre de 2022, en los países de Colombia, Argentina y Brasil. El 18 de agosto la banda agregó una fecha para Chile y otra para México. El 25 de agosto la banda anunció mediante sus redes sociales una segunda fecha para México debido a la alta demanda de boletos luego de agotarse el primer concierto; mediante al anuncio se confirmó que el concierto de Buenos Aires también estaba agotado. El 22 de septiembre la banda anunció una tercera fecha para México en el mismo recinto que las fechas previas y además anunció un cambio de recinto en Argentina desde el Hipódromo de Palermo hacia la reserva ecológica Costanera Sur, habilitando más boletos para cubrir la demanda.
El 3 de octubre de 2022 la banda anunció su paso por Asia confirmando dos fechas en el continente, una en Baréin y otra en los Emiratos Árabes Unidos. A mediados de ese mismo mes, la banda anunció que su etapa por Latinoamérica sería suspendida momentáneamente debido a un problema de salud en las cuerdas vocales del vocalista Dan Reynolds. A fines de octubre, la banda anunció dos nuevos conciertos en Estados Unidos, el primero para diciembre de 2022 el cual se trata de una celebración por el vigesimoquinto aniversario del Capital One Arena, capital del entretenimiento de Washington D. C., mientras que el otro corresponde al festival Innings desarrollado en marzo en Tampa.
En noviembre la banda anunció su participación en el concierto navideño KROQ Almost Acoustic Christmas en Inglewood, California, así como también de su participación en el Lollapalooza de la India en su edición de 2023. El 10 de ese mes la banda anunció las fechas reprogramadas para Latinoamérica.

## Repertorio
| Etapa I y II: Norteamérica, Europa |
| --- |
| 1. «My Life» 2. «Believer» 3. «Polaroid / Hopeless Opus (Medley)» 4. «It's Time» 5. «Thunder» 6. «Amsterdam» 7. «Tiptoe» 8. «Shots» 9. «Birds» 10. «Follow You» 11. «Lonely» 12. «Mouth Of The River» 13. «Wrecked» 14. «Natural» 15. «Next To Me (Acústico)» 16. «I Bet My Life (Acústico)» 17. «Three Little Birds (Cover de Bob Marley & The Wailers / Acústico)» 18. «Stand By Me (Cover de Ben E. King / Acústico)» 19. «Forever Young (Cover de Alphaville / Acústico)» 20. «One Day (Acústico)» 21. «Easy Come Easy Go (Acústico)» 22. «Whatever It Takes» 23. «It's Ok» 24. «Demons» 25. «Enemy» 26. «Bones» 27. «Bad Liar» 28. «Dull Knives» 29. «Radioactive» 30. «The Fall» 31. «Walking The Wire» 32. «Warriors» 33. «My Life (Reprise)» - «Dull Knives» fue interpretada el 6 de febrero de 2022, antes de «Radioactive». - «Easy Come Easy Go» se interpretó en lugar de «One Day» los conciertos del 14 al 19 de febrero y del 5 de marzo. - «Tiptoe» y «Mouth Of The River» fueron interpretadas en lugar de «Amsterdam» y «Lonely» respectivamente, durante el concierto del 21 de febrero. - «Bad Liar» fue interpretada luego de «Enemy» desde el 6 al 27 de febrero de 2022, día en que fue removida del repertorio. - «Wrecked» y «One Day» no fueron interpretadas el 2 de marzo. - «My Life» fue removida del repertorio de canciones en el concierto llevado a cabo en Berna el 9 de junio de 2022. - «Bones» fue agregada al setlist el 12 de marzo, en el concierto llevado a cabo en Los Ángeles, California. - «Warriors» fue interpretada por primera vez el 9 de junio de 2022 en Berna, Suiza, manteniéndose en los conciertos del 11, 14, 18, 19, 23, 25, 27 y 19 de junio, así cómo las presentaciones del 5 y 11 de julio hasta el 14 de ese mismo mes, día que fue removida del repertorio. |

| Etapa III, IV y V: Norteamérica, Asia y África |
| --- |
| 1. Younger 2. «Radioactive» 3. «Hear Me» 4. «It's Time» 5. «Thunder» 6. «Walking the Wire» 7. «Follow You» 8. «I Don't Know Why» 9. «Lonely» 10. «Natural» 11. «Next To Me (Acústico)» 12. «I Bet My Life (Acústico)» 13. «Bleeding Out (Acústico)» 14. «Three Little Birds (Cover de Bob Marley & The Wailers / Acústico)» 15. «Enemy» 16. «Sharks» 17. «Whatever It Takes» 18. «Demons» 19. «On Top Of The World» 20. «I'm Happy» 21. «Symphony» 22. «Bones» 23. «Believer» 24. «My Life» |

| Etapa VI y VII: Norteamérica y Latinoamérica |
| --- |
| 1. «My Life» 2. «Believer» 3. «It's Time» 4. «I'm So Sorry» 5. «Thunder» 6. «Birds» 7. «Follow You» 8. «Natural» 9. «Next To Me» 10. «Amsterdam» 11. «Three Little Birds (Cover de Bob Marley & The Wailers / Acústico)» 12. «I Bet My Life» 13. «Whatever It Takes» 14. «Younger» 15. «Sharks» 16. «Enemy» 17. «Bad Liar» 18. «Demons» 19. «On Top Of The World» 20. «Bones» 21. «Radioactive» 22. «Walking The Wire» 23. «My Life» (reprise) |

| Etapa VIII: Eurasia |
| --- |
| 1. «My Life» 2. «Believer» 3. «It's Time» 4. «I'm So Sorry» 5. «Thunder» 6. «Birds» 7. «Follow You» 8. «Natural» 9. «Next To Me (Acústico)» 10. «Waves (Debút en vivo / Acústico)» 11. «I Bet My Life (Acústico)» 12. «Whatever It Takes» 13. «Sharks» 14. «Enemy» 15. «Bad Liar» 16. «Demons» 17. «On Top Of The World» 18. «Bones» 19. «Radioactive» 20. «Walking The Wire» |

## Fechas
| Día                      | Ciudad                 | País                   | Lugar                                              | Acto de apertura                           | Entradas vendidas        | Recaudación |
| ------------------------ | ---------------------- | ---------------------- | -------------------------------------------------- | ------------------------------------------ | ------------------------ | ----------- |
| Norteamérica             |                        |                        |                                                    |                                            |                          |             |
| 6 de febrero de 2022     | Miami                  | Estados Unidos         | FTX Arena                                          | Grandson                                   | 11 179 / 13 215 (81,79%) | $1 214 570  |
| 8 de febrero de 2022     | Jacksonville           | Estados Unidos         | VyStar Veterans Memorial Arena                     | Grandson                                   | 10,391 / 11 793 (86,51%) | $977 530    |
| 10 de febrero de 2022    | Raleigh                | Estados Unidos         | PNC Arena                                          | Grandson                                   | 11 773 / 12 851 (90,84%) | $1 108 189  |
| 12 de febrero de 2022    | Columbia               | Estados Unidos         | Colonial Life Arena                                | Grandson                                   | 11 036 / 13 116 (85,15%) | $1 041 657  |
| 14 de febrero de 2022    | Long Island            | Estados Unidos         | UBS Arena                                          | Grandson                                   | 11 773 / 12 569 (93,67%) | $1 362 480  |
| 16 de febrero de 2022    | Allentown              | Estados Unidos         | PPL Center                                         | Grandson                                   | 5 485 / 6 551 (80,57%)   | $436 829    |
| 19 de febrero de 2022    | Pittsburgh             | Estados Unidos         | PPG Paints Arena                                   | Grandson                                   | 12 323 / 13 527 (90,23%) | $1,155,290  |
| 21 de febrero de 2022    | Indianápolis           | Estados Unidos         | Bankers Life Fieldhouse                            | Grandson                                   | 11 465 / 12 897 (87,51%) | $914 818    |
| 23 de febrero de 2022    | Saint Louis            | Estados Unidos         | Enterprise Center                                  | Grandson                                   | 10 764 / 12 903 (80,03%) | $947 172    |
| 25 de febrero de 2022    | Milwaukee              | Estados Unidos         | Fiserv Forum                                       | MØ                                         | 11 227 / 11 654 (96,20%) | $1 032 691  |
| 27 de febrero de 2022    | Mineápolis             | Estados Unidos         | Target Center                                      | MØ                                         | 12 587 / 12 941 (97,19%) | $1 187 780  |
| 2 de marzo de 2022       | Boise                  | Estados Unidos         | ExtraMile Arena                                    | MØ                                         | 8 402 / 8 710 (96,33%)   | $831 708    |
| 5 de marzo de 2022       | Seattle                | Estados Unidos         | Climate Pledge Arena                               | MØ                                         | 21 159 / 26 622 (74,18%) | $2 137 672  |
| 7 de marzo de 2022       | Seattle                | Estados Unidos         | Climate Pledge Arena                               | MØ                                         | 21 159 / 26 622 (74,18%) | $2 137 672  |
| 9 de marzo de 2022       | Portland               | Estados Unidos         | Moda Center                                        | MØ                                         | 12 437 / 12 811 (96,99%) | $1 017 019  |
| 12 de marzo de 2022      | Los Ángeles            | Estados Unidos         | Staples Center                                     | MØ                                         | 13 790 / 13 790 (100%)   | $1,627,476  |
| 14 de marzo de 2022      | Phoenix                | Estados Unidos         | Footprint Center                                   | MØ                                         | 11 775 / 11 866 (99,23%) | $1,487,653  |
| 10 de abril de 2022      | Victoria               | Canadá                 | Save-On-Foods Memorial Centre                      | AVIV                                       | 5,067 / 5,393 (93,57%)   | $389 676    |
| 13 de abril de 2022      | Edmonton               | Canadá                 | Rogers Place                                       | AVIV                                       | 8 398 / 11 369 (64,62%)  | $553 898    |
| 15 de abril de 2022      | Calgary                | Canadá                 | Scotiabank Saddledome                              | AVIV                                       | 11 253 / 11 908 (94,18%) | $696 640    |
| 17 de abril de 2022      | Saskatoon              | Canadá                 | Sasktel Centre                                     | AVIV                                       | 7 538 / 12 323 (61,17%)  | $540 455    |
| 19 de abril de 2022      | Winnipeg               | Canadá                 | Canada Life Center                                 | AVIV                                       | 6 636 / 10 928 (60,72%)  | $495 485    |
| 22 de abril de 2022      | Ottawa                 | Canadá                 | Canadian Tire Centre                               | AVIV                                       | 9 638 / 11 571 (79,94%)  | $743 203    |
| 24 de abril de 2022      | London                 | Canadá                 | Budweiser Gardens                                  | AVIV                                       | 7 267 / 7 866 (91,76%)   | $517 844    |
| 26 de abril de 2022      | Quebec City            | Canadá                 | Videotron Centre                                   | AVIV                                       | 24 950 / 26 173 (92,61%) | $1 843 137  |
| 28 de abril de 2022      | Moncton                | Canadá                 | Avenir Centre                                      | AVIV                                       | 6 495 / 6 911 (93,60%)   | $547 459    |
| 1 de mayo de 2022        | Quebec City            | Canadá                 | Videotron Centre                                   | AVIV                                       | —                        | —           |
| 3 de mayo de 2022        | Montreal               | Canadá                 | Bell Centre                                        | AVIV                                       | 24 182 / 27 604 (93,72%) | $2 281 834  |
| 4 de mayo de 2022        | Montreal               | Canadá                 | Bell Centre                                        | AVIV                                       | 24 182 / 27 604 (93,72%) | $2 281 834  |
| Europa                   |                        |                        |                                                    |                                            |                          |             |
| 1 de junio de 2022       | Riga                   | Letonia                | Mežaparks                                          | Mother Mother Karin Ann                    | —                        | —           |
| 5 de junio de 2022       | Praga                  | República Checa        | Aeropuerto de Letňany                              | Mother Mother Karin Ann                    | 115 018 / 115 018 (100%) | $9 330 557  |
| 6 de junio de 2022       | Praga                  | República Checa        | Aeropuerto de Letňany                              | Mother Mother Karin Ann                    | 115 018 / 115 018 (100%) | $9 330 557  |
| 9 de junio de 2022       | Berna                  | Suiza                  | Wankdorfstadion                                    | Mother Mother Kings Elliot                 | —                        | —           |
| 11 de junio de 2022      | Milán                  | Italia                 | I-Days                                             | —                                          | —                        | —           |
| 14 de junio de 2022      | Hannover               | Alemania               | Expo Plaza                                         | Mother Mother Alexa Feser                  | —                        | —           |
| 16 de junio de 2022      | Esch-sur-Alzette       | Luxemburgo             | Rockhal Open Air                                   | —                                          | —                        | —           |
| 18 de junio de 2022      | Milton Keynes          | Reino Unido            | Stadium MK                                         | Mother Mother Lola Young                   | —                        | —           |
| 19 de junio de 2022      | Landgraaf              | Países Bajos           | Parque Megaland                                    | —                                          | —                        | —           |
| 23 de junio de 2022      | Viena                  | Austria                | Estadio Ernst Happel                               | Mother Mother Kings Elliot                 | —                        | —           |
| 25 de junio de 2022      | Odense                 | Dinamarca              | Tusindårsskoven                                    | —                                          | —                        | —           |
| 27 de junio de 2022      | Koengen                | Noruega                | Fortaleza de Bergenhus                             | Mother Mother Emma Steinbakken             | —                        | —           |
| 29 de junio de 2022      | Gdynia                 | Polonia                | Lotnisko Kossakowo Gdynia                          | —                                          | —                        | —           |
| 1 de julio de 2022       | Estocolmo              | Suecia                 | Gärdet                                             | —                                          | —                        | —           |
| 2 de julio de 2022       | Werchter               | Bélgica                | Festivalpark                                       | —                                          | —                        | —           |
| 5 de julio de 2022       | Berlín                 | Alemania               | Waldbühne                                          | Mother Mother Alexa Feser                  | —                        | —           |
| 7 de julio de 2022       | Madrid                 | España                 | Espacio Mad Cool                                   | —                                          | —                        | —           |
| 9 de julio de 2022       | Lisboa                 | Portugal               | Passeio Marítimo de Algés                          | —                                          | —                        | —           |
| 11 de julio de 2022      | Santiago de Compostela | España                 | Monte de Gozo                                      | Mother Mother Dani                         | —                        | —           |
| 14 de julio de 2022      | Mönchengladbach        | Alemania               | Parque Sparkassen                                  | Mother Mother Alexa Feser                  | —                        | —           |
| 16 de julio de 2022      | París                  | Francia                | Hippodrome Paris                                   | —                                          | —                        | —           |
| Norteamérica             |                        |                        |                                                    |                                            |                          |             |
| 5 de agosto de 2022      | Salt Lake City         | Estados Unidos         | Rice-Eccles Stadium                                | Macklemore Kings Elliot                    | 34 487 / 35 760 (96,31%) | $2 762 519  |
| 7 de agosto de 2022      | Albuquerque            | Estados Unidos         | Isleta Amphitheater                                | Macklemore Kings Elliot                    | 15192 / 15 192 (100%)    | $1 002 151  |
| 9 de agosto de 2022      | Kansas City            | Estados Unidos         | T-Mobile Center                                    | Macklemore Kings Elliot                    | 12 615 / 12 615 (100%)   | $1 179 344  |
| 12 de agosto de 2022     | Hershey                | Estados Unidos         | Hersheypark Stadium                                | Macklemore Kings Elliot                    | 27 117 / 27 117 (100%)   | $2 110 306  |
| 14 de agosto de 2022     | Bristow                | Estados Unidos         | Jiffy Lube Live                                    | Macklemore Kings Elliot                    | 22 288 / 22 288 (100%)   | $1 315 408  |
| 16 de agosto de 2022     | Camden                 | Estados Unidos         | Waterfront Music Pavilion                          | Macklemore Kings Elliot                    | 17 276 / 22 476 (76,86%) | $935 090    |
| 18 de agosto de 2022     | Holmdel                | Estados Unidos         | PNC Bank Arts Center                               | Macklemore Kings Elliot                    | 17 072 (98,87%)          | $1 210 041  |
| 20 de agosto de 2022     | Boston                 | Estados Unidos         | Fenway Park                                        | Macklemore Kings Elliot                    | 33 190 / 33 190 (100%)   | $3 413 034  |
| 22 de agosto de 2022     | Toronto                | Canadá                 | Rogers Centre                                      | Macklemore Kings Elliot                    | 27 421 (87,87%)          | $1 956 495  |
| 24 de agosto de 2022     | Clarkston              | Estados Unidos         | Pine Knob Music Theatre                            | Macklemore Kings Elliot                    | 14 878 / 14 878 (100%)   | $1 102 146  |
| 26 de agosto de 2022     | Tinley Park            | Estados Unidos         | Hollywood Casino Amphitheatre                      | Macklemore Kings Elliot                    | 25 576 / 25 576 (100%)   | $1 446 131  |
| 28 de agosto de 2022     | Cincinnati             | Estados Unidos         | Riverbend Music Center                             | Macklemore Kings Elliot                    | 20 327 / 20 327 (100%)   | $1 156 695  |
| 30 de agosto de 2022     | Atlanta                | Estados Unidos         | Lakewood Amphitheatre                              | Macklemore Kings Elliot                    | 15 274 / 15 274 (81,24%) | $1 106 483  |
| 1 de septiembre de 2022  | The Woodlands          | Estados Unidos         | Cynthia Woods Mitchell Pavilion                    | Macklemore Kings Elliot                    | 15 919 / 15 919 (100%)   | $1 203 967  |
| 3 de septiembre de 2022  | Dallas                 | Estados Unidos         | Dos Equis Pavilion                                 | Kings Elliot                               | 20 331 / 20 331 (100%)   | $1 398 465  |
| 5 de septiembre de 2022  | Commerce City          | Estados Unidos         | Dick's Sporting Goods Park                         | Macklemore Kings Elliot                    | 22 258 / 22 258 (100%)   | $2 414 319  |
| 8 de septiembre de 2022  | Mountain View          | Estados Unidos         | Shoreline Amphitheatre                             | Macklemore Kings Elliot                    | 21 935 / 21 935 (100%)   | $1 408 951  |
| 10 de septiembre de 2022 | Las Vegas              | Estados Unidos         | Allegiant Stadium                                  | Macklemore Kings Elliot                    | 40 262 / 40 262 (100%)   | $3 789 234  |
| 13 de septiembre de 2022 | Chula Vista            | Estados Unidos         | North Island Credit Union Amphitheatre             | Macklemore Kings Elliot                    | 19 572 / 19 572 (100%)   | $1 265 719  |
| 15 de septiembre de 2022 | Los Ángeles            | Estados Unidos         | Banc of California Stadium                         | Macklemore Kings Elliot                    | 22 009 / 22 009 (100%)   | $2 267 258  |
| 2 de diciembre de 2022   | Washington D. C.       | Estados Unidos         | Capital One Arena                                  | —                                          | —                        | —           |
| 10 de diciembre de 2022  | Inglewood              | Estados Unidos         | The Forum                                          | —                                          | —                        | —           |
| Asia                     |                        |                        |                                                    |                                            |                          |             |
| 22 de enero de 2023      | Riad                   | Arabia Saudita         | Mrsool Park                                        | —                                          | 13 073 (65,37%)          | $1 751 211  |
| 24 de enero de 2023      | Zallaq                 | Baréin                 | Al Dana Amphitheatre                               | —                                          | 9476 (94,76%)            | $1 023 335  |
| 26 de enero de 2023      | Abu Dhabi              | Emiratos Árabes Unidos | Ae Etihad Arena                                    | —                                          | 13 693 (97,81%)          | $1 750 237  |
| 29 de enero de 2023      | Bombay                 | India                  | Hipódromo de Mahalaxmi                             | —                                          | —                        | —           |
| África                   |                        |                        |                                                    |                                            |                          |             |
| 1 de febrero de 2023     | Ciudad del Cabo        | Sudáfrica              | Estadio DHL                                        | Jesse Clegg                                | 34 461 (86,15%)          | $1 866 363  |
| 4 de febrero de 2023     | Johannesburgo          | Sudáfrica              | Estadio FNB                                        | Jesse Clegg                                | 43 324 (78,77%)          | $2 244 775  |
| Norteamérica             |                        |                        |                                                    |                                            |                          |             |
| 11 de febrero de 2023    | Phoenix                | Estados Unidos         | Footprint Center                                   | —                                          | —                        | —           |
| Latinoamérica            |                        |                        |                                                    |                                            |                          |             |
| 28 de febrero de 2023    | São Paulo              | Brasil                 | Allianz Parque                                     | OutroEu                                    | 49 085 / 49 085 (100%)   | $3 788 051  |
| 2 de marzo de 2023       | Curitiba               | Brasil                 | Pedreira Paulo Leminski                            | OutroEu                                    | —                        | —           |
| 4 de marzo de 2023       | Río de Janeiro         | Brasil                 | Área externa del Jeunesse Arena                    | OutroEu                                    | —                        | —           |
| 7 de marzo de 2023       | Santiago               | Chile                  | Estadio Bicentenario La Florida                    | MKRNI                                      | —                        | —           |
| 9 de marzo de 2023       | Buenos Aires           | Argentina              | Campo de Polo                                      | Bambi                                      | —                        | —           |
| 12 de marzo de 2023      | Bogotá                 | Colombia               | Coliseo Live                                       | Lika Nova                                  | —                        | —           |
| Norteamérica             |                        |                        |                                                    |                                            |                          |             |
| 18 de marzo de 2023      | Tampa                  | Estados Unidos         | Raymond James Stadium                              | —                                          | —                        | —           |
| 18 de mayo de 2023       | Ciudad de México       | México                 | Foro Sol                                           | El Shirota                                 | 60,604 / 61,174          | $5,149,115  |
| 19 de mayo de 2023       | Monterrey              | México                 | Estadio Banorte                                    | Mother Mother                              | 18,691 / 19,990          | $1,585,363  |
| 20 de mayo de 2023       | Guadalajara            | México                 | Arena VFG                                          | N/a                                        | —                        | —           |
| 7 de julio de 2023       | Quebec City            | Canadá                 | Llanuras de Abraham                                | Grandson TALK                              | —                        | —           |
| 8 de juilo de 2023       | Milwaukee              | Estados Unidos         | Anfiteatro del Seguro de la Familia Estadounidense | Benson Boone The Moss                      | —                        | —           |
| 15 de julio de 2023      | Minneapolis            | Estados Unidos         | Target Field                                       | Oliver Tree Chelsea Cutler Em Beihold TALK | —                        | —           |
| Eurasia                  |                        |                        |                                                    |                                            |                          |             |
| 28 de julio de 2023      | Riad                   | Arabia Saudita         | Mohammed Abdu Arena                                | —                                          | —                        | —           |
| 30 de agosto de 2023     | Sofía                  | Bulgaria               | Estadio Nacional Vasil Levski                      | —                                          | —                        | —           |
| 2 de agosto de 2023      | Skanderborg            | Dinamarca              | Skanderborg Dyrehave                               | —                                          | —                        | —           |
| 4 de agosto de 2023      | Cluj-Napoca            | Rumania                | Cluj Arena                                         | —                                          | —                        | —           |
| 5 de agosto de 2023      | Roma                   | Italia                 | Circo Máximo                                       | AJR                                        | —                        | —           |
| 8 de agosto de 2023      | Pula                   | Croacia                | Pula Arena                                         | AJR                                        | —                        | —           |
| 9 de agosto de 2023      | Pula                   | Croacia                | Pula Arena                                         | AJR                                        | —                        | —           |
| 11 de agosto de 2023     | Budapest               | Hungría                | Isla de Óbuda                                      | —                                          | —                        | —           |
| 14 de agosto de 2023     | Varsovia               | Polonia                | Estadio Nacional de Varsovia                       | AJR                                        | —                        | —           |
| 16 de agosto de 2023     | Vilna                  | Lituania               | Parque de Vingis                                   | AJR                                        | —                        | —           |
| 18 de agosto de 2023     | Sankt Pölten           | Austria                | FM4 Frequency Festival                             | —                                          | —                        | —           |
| 20 de agosto de 2023     | Bratislava             | Eslovaquia             | Aeropuerto Vajnory                                 | —                                          | —                        | —           |
| 22 de agosto de 2023     | Nanterre               | Francia                | Paris La Défense Arena                             | AJR                                        | —                        | —           |
| 23 de agosto de 2023     | Nanterre               | Francia                | Paris La Défense Arena                             | Mother Mother                              | —                        | —           |
| 25 de agosto de 2023     | Leeds                  | Reino Unido            | Bramham Park                                       | —                                          | —                        | —           |
| 27 de agosto de 2023     | Reading                | Reino Unido            | Richfield Avenue                                   | —                                          | —                        | —           |
| 29 de agosto de 2023     | Tel Aviv               | Israel                 | Parque Yarkon                                      | AJR                                        | —                        | —           |
| 31 de agosto de 2023     | Tbilisi                | Georgia                | Mikheil Meskhi Stadium                             | Batumi                                     | —                        | —           |
| 2 de septiembre de 2023  | Bakú                   | Azerbaiyán             | Estadio Olímpico de Bakú                           | The Amazons                                | —                        | —           |
| 3 de septiembre de 2023  | Múnich                 | Alemania               | Parque Olímpico                                    | —                                          | —                        | —           |
| 6 de septiembre de 2023  | Atenas                 | Grecia                 | Complejo de Deportes de Atenas                     | AJR                                        | —                        | —           |
| 8 de septiembre de 2023  | Chambord               | Francia                | Palacio de Chambord                                | AJR                                        | —                        | —           |
| 10 de septiembre de 2023 | Berlin                 | Alemania               | Olympiapark Berlin                                 | —                                          | —                        |             |

## Conciertos cancelados o reprogramados
| Fecha                  | Ciudad           | País            | Lugar                     | Motivo                                           |
| ---------------------- | ---------------- | --------------- | ------------------------- | ------------------------------------------------ |
| 16 de febrero de 2022  | Montreal         | Canadá          | Bell Centre               | Reprogramado para el 3 de mayo de 2022.          |
| 4 de marzo de 2022     | Vancouver        | Canadá          | Rogers Arena              | Cancelado por razones desconocidas.              |
| 28 de mayo de 2022     | Praga            | República Checa | Aeropuerto de Letňany     | Reprogramado para el 5 de junio de 2022.         |
| 30 de mayo de 2022     | Praga            | República Checa | Aeropuerto de Letňany     | Reprogramado para el 6 de junio de 2022.         |
| 3 de junio de 2022     | Kiev             | Ucrania         | Estadio Olímpico de Kiev  | Cancelados por Invasión rusa de Ucrania de 2022. |
| 5 de junio de 2022     | Moscú            | Rusia           | Estadio Olímpico Luzhnikí | Cancelados por Invasión rusa de Ucrania de 2022. |
| 7 de junio de 2022     | San Petersburgo  | Rusia           | Estadio Arena Gazprom     | Cancelados por Invasión rusa de Ucrania de 2022. |
| 1 de noviembre de 2022 | Ciudad de México | México          | Palacio de los Deportes   | Problemas de salud de Dan Reynolds.              |
| 2 de noviembre de 2022 | Ciudad de México | México          | Palacio de los Deportes   | Problemas de salud de Dan Reynolds.              |
| 4 de noviembre de 2022 | Ciudad de México | México          | Palacio de los Deportes   | Problemas de salud de Dan Reynolds.              |